# Polla aristariodes
Polla aristariodes là một loài bướm đêm trong họ Geometridae.